# グアンチェ族
グアンチェ族（グアンチェぞく、英語: Guanches）はかつてスペインのカナリア諸島に住んでいた先住民族である。2017年に初めて行われたゲノムワイド関連解析により、グアンチェ族は北アフリカ系の起源を持ち、遺伝子的にはアフリカ大陸北部のベルベル人に最も近似していることが判明した。彼らは紀元前1000年頃以降にカナリア諸島へ移住してきたものと考えられる。

## 概要
グアンチェ族はヨーロッパ人の移住以前からマカロネシアに居住していたことが判明している唯一の民族であり、マカロネシアに属する他の島々（アゾレス諸島、カーボベルデの諸島、マデイラ諸島）についてはヨーロッパ人到来以前の居住者の存在が立証されていない。スペインによるカナリア諸島制圧以後はスペイン人入植者によってその多くが駆逐され、残った者達も入植者社会に同化していったが、シルボ（ラ・ゴメラ島の口笛言語）など彼らの文化の一部はカナリア人の文化・伝統となって今日まで残存している。

## 語源
現地語のguanchinetを字義通りに翻訳すると、「テネリフェ島の人々」（Guanは人々、Chinetはテネリフェ島を意味する）となる。フアン・ヌニェス・デ・ラ・ペーニャの研究に基づけば、これを元にカスティーリャ人たちがGuanchosと呼ぶようになったものである。このように古代における原義としてはテネリフェ島の住人のみを指す名称であったが、現代ではGuancheはスペイン入植以前のカナリア諸島先住民全体を指して用いられる。

## 歴史学的背景

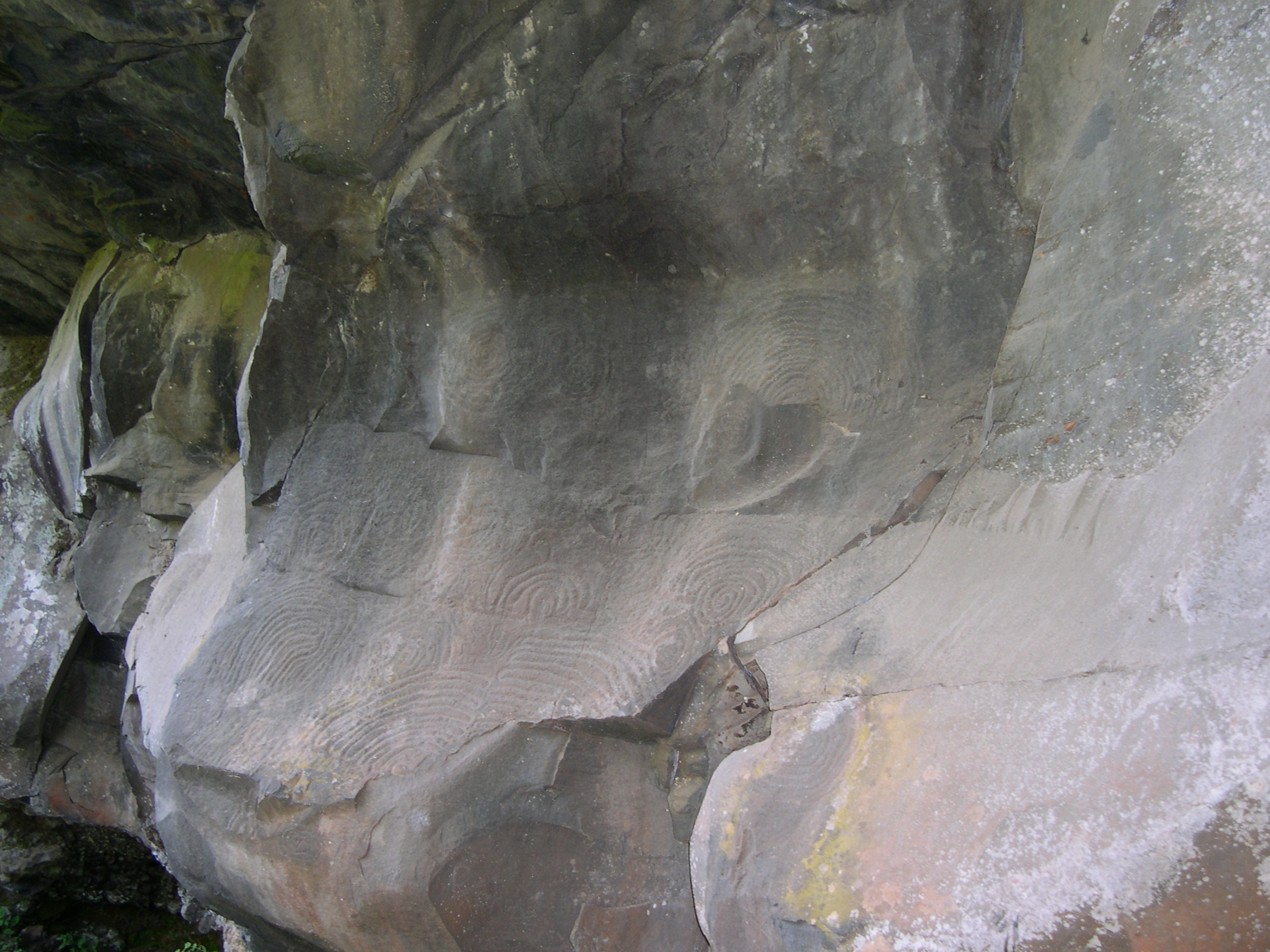
ラ・パルマ島にあるグアンチェ族の洞窟遺跡

### 先史時代

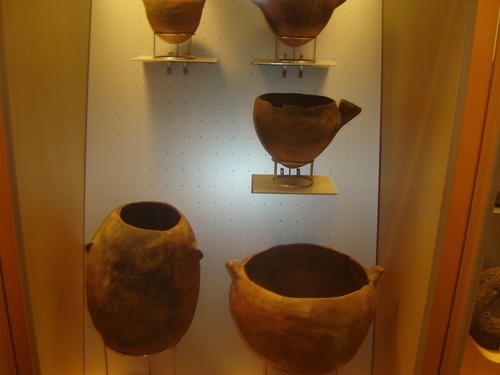
グアンチェ族の土器（テネリフェの自然と人の博物館所蔵）

遺伝子学の研究成果により、カナリア諸島先住民の増加は紀元前6000年以降に進行したサハラ砂漠化に伴う北アフリカ人の移動が大きく影響していることが判明している。言語学的分析においても、命数法の比較からグアンチェ語と北アフリカのベルベル語派諸語には関連性があると推定されている。遺伝子解析の結果、グアンチェ族の人々とベルベル人とは共通の祖先をもつと結論づけられた。
歴史時代において、カナリア諸島にやってきた人々の記録は非常に多い。特にヌミディア人、フェニキア人、カルタゴ人たちは諸島の存在を知ると頻繁に来訪するようになり、エッサウィラよりユバ2世の軍勢が送り込まれたこともあった。紀元後1-4世紀の間には北アフリカを支配したローマ人がカナリア諸島を訪れるようになり、ローマ由来とみられる遺物がランサローテ島内外から見つかっている。これはローマ人がカナリア諸島との間で交易を行っていたことを意味するが、入植にまで至ったかどうかははっきりとした証拠がない。カナリア諸島の考古学的調査に基づけば、当地の技術水準はスペインによる征服を受けるまで、新石器時代のものからあまり変化が無かったと考えられる。
先住民の到来により、カナリア諸島では大型爬虫類やその他の固有種が絶滅に追い込まれた。代表的なものとしてテネリフェ島のテネリフェジャイアントラットがある。
古代ローマの著述家・軍人である大プリニウスはマウレタニアの王ユバ2世についての記録の中で、紀元前50年にマウレタニア軍がカナリア諸島へ進攻した際に巨大な廃墟を発見したと述べているが、島の住民については言及していない。この記事が事実であるならば、グアンチェ族はカナリア諸島唯一の先住民ではなく先行していた別の民族がいた可能性もあるが、単純にマウレタニア軍が島々全域を調査しなかっただけであるかも知れない。テネリフェ島、特にイコド・デ・ロス・ビノスにあるグアンチェ族の洞窟遺跡の発掘調査では、洞窟内から発見された土器類を分析した結果、居住の開始が紀元前6世紀にまで遡ることが判っている。
厳密には、「グアンチェ」とはテネリフェ島の原住民を指す。8世紀後半以降、カスティーリャ人の他ジェノヴァ人やポルトガル人なども島を来訪するようになってはいたが、14世紀にカスティーリャ王国の侵攻を受けるまで、島の人々は比較的孤立した存在であった。その後「グアンチェ」の名はカナリア諸島7島全域の原住民すべてを指して使われるようになった。これはテネリフェ島の勢力が最も大きく、重要な地位を占めていたためである。
彼らの言語であるグアンチェ語については、幾つかの言い回しや語彙の他に古代の族長の名前が語り伝えられているのみであるが、ベルベル語派諸語との類似性が見受けられる。グアンチェ語に関する最古の記録はジェノヴァの探検家ニコローゾ・ダ・レッコによる1341年の記述で、島で使われる数の数え方を翻訳したものである。
ヨーロッパの歴史家によれば、カスティーリャ王国の征服を受けた時、グアンチェ族は文字を使用していなかったという。これは表記記録が何処かの時点でなされなくなったか、単に入植者たちが存在を見落としていたものであろう。石刻や図像による表示、洞窟壁画・彫刻類は諸島全域から多数見つかっている。いくつかの島からは、地中海世界文化の影響を受けたものと考えられるペトログリフも見つかっている。1752年、ラスパルマスの軍事総督であったドミンゴ・ヴァンデウァルは諸島内のペトログリフの調査を計画し、ラスパルマスの司祭アキリーノ・パドロンがエル・イエロ島のEl Julan、La Candía、La Caletaに存在する石刻のリストを作成した。1878年にDr. René Verneauがテネリフェ島Las Balosの峡谷で発見した石刻は、ローマ帝国占領期ないしそれ以前の古代リビュアやヌミディアのそれと似通ったものであった。他の地点では、ティフィナグ文字が書かれたものも見つかっている。

### 征服以前の探検
詳細は「植民地化以前のカナリア諸島」を参照

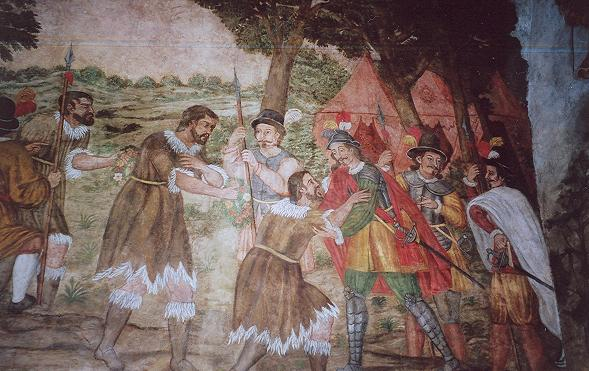
アロンソ・フェルナンデス・デ・ルーゴに投降するグアンチェの王

大プリニウスとストラボンの地理誌においてカナリア諸島は至福者の島として言及があるが、住人についての記述はない。グアンチェの人々に関する記述は、アラブ人地理学者イドリースィーがルッジェーロ2世のため1150年頃に記したNuzhatul Mushtaqにおいて、リスボンより出航したアンダルシア人航海者一家というMugharrarin（冒険家の意）による大西洋探検の報告として出てくる。この書の唯一現存する版であるフランス国立図書館本テキストとピエール・アメデ・ジョベールの訳本によれば、このMugharrarinは「粘着質で悪臭を放つ水域」に至ったのち引き返そうとしたところ無人島（マデイラ諸島かエル・イエロ島）を発見したが、そこには「肉質が苦く食用に出来そうも無い羊が無数にいた」といい、更に「南進を続けたところ」別の島に至り、そこで小型の帆掛け船に取り囲まれ集落に連行された。「村の住人の多くは金髪か亜麻色の長髪であり、女性は不美人ばかりであった」という。村人の中にひとりアラビア語を話す者があり、何処から来たのかと尋ねてきた。その後、村の統治者は航海者たちに大陸方向へ立ち去るよう指示したが、辿り着いた先でベルベル人の歓迎を受けたので驚いたという。不可思議で空想的な部分の記述はさておき、この記事からはグアンチェ族が大陸の住人と散発的に交流していたことが窺い知れる。イドリースィーはグアンチェ族について、背が高く赤茶色の肌をしていたとも記している。
14世紀に入ると、グアンチェ族はバレアレス諸島のスペイン系航海者たちとも接触していたと推測される。バレアレス諸島由来とみられる遺物がカナリア諸島のいくつかの地点から発見されているためである。

### カスティーリャによる征服
詳細は「カナリア諸島制圧」および「カナリア王国」を参照

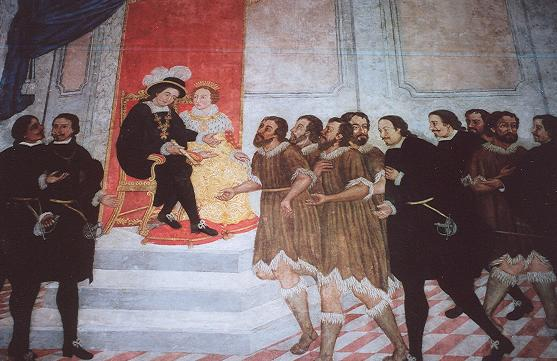
アロンソ・フェルナンデス・デ・ルーゴがカトリック両王にテネリフェのグアンチェ族の王を捕縛したと報告する様子。

カスティーリャ王国によるカナリア諸島の征服は、1402年、ジャン・ド・ベタンクールとガディフェール・ド・ラ・サールによるランサローテ島の探検遠征から始まった。先住民たちは農業技術の貧弱さから飢饉に苦しんでおり、すぐにスペイン側に帰順したため、ガディフェールは難なくランサローテ島とフエルテベントゥラ島を手中に収めることができた。
残る5島は抵抗の道を選んだが、エル・イエロ島に住む集団（Bimbache）が投降した後、ラ・ゴメラ島、グラン・カナリア島、ラ・パルマ島も次々と帰順していき、1496年にはテネリフェ島も制圧された。
第一次アセンテホの戦い(1494年5月31日)においては、グアンチェ勢力側が谷間を利用しカスティーリャ軍へ奇襲を仕掛けた。指揮官アロンソ・フェルナンデス・デ・ルーゴはどうにか難を逃れたものの、カスティーリャ軍は8割近くの兵を失う大損害を受けた。このため、戦場となった土地には後日La Matanza（「殺戮」の意）の名がつけられた。
ルーゴは後日テネリフェ島南部の支配権を得て当地へ舞い戻り、アグエーレの戦いでグアンチェ族勢力を打ち破った。島北部の首長や統治者たちは、1496年、第二次アセンテホの戦いにおいてTaoro(現在のオロタバ渓谷付近)の王Bencomoの後継者Bentorが打ち破られたことで投降に至った。

## 言語
グアンチェ族の母語であるグアンチェ語は、今日ではいくつかの地名以外に僅かな文章と単語が残るのみである。近現代言語学者たちは、グアンチェ語がアフロ・アジア語族のベルベル語派に属するものと考えている。
しかし、グアンチェ語には明らかにベルベル語の単語（特に農業関連）が取り込まれているものの、文法に関してはベルベル語の影響はみとめられない。いずれにせよ、現在知られていない語彙にも相当にベルベル語由来のものがあると考えられる。

## 信仰の形態

### 宗教と神話

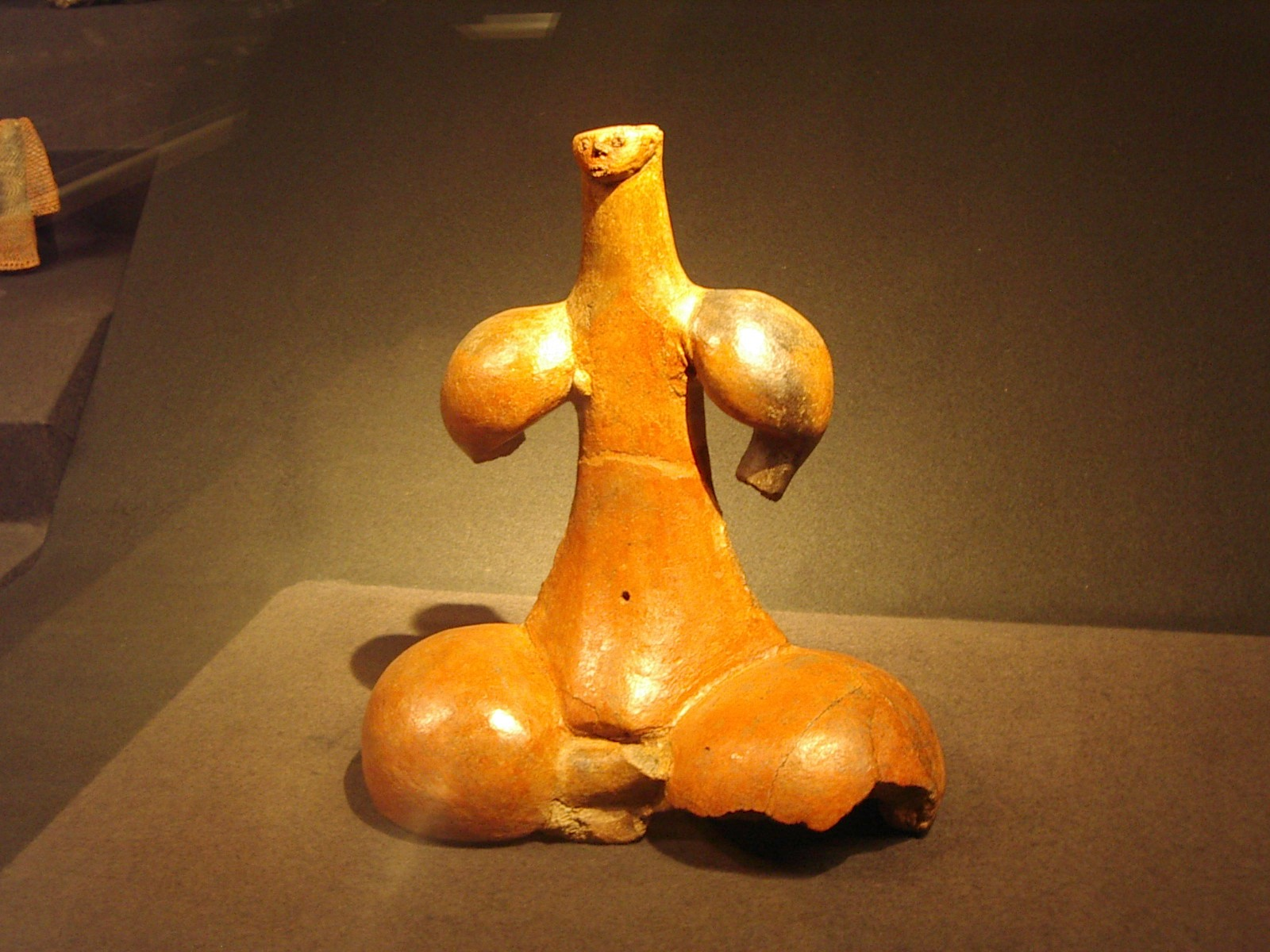
Taraの偶像

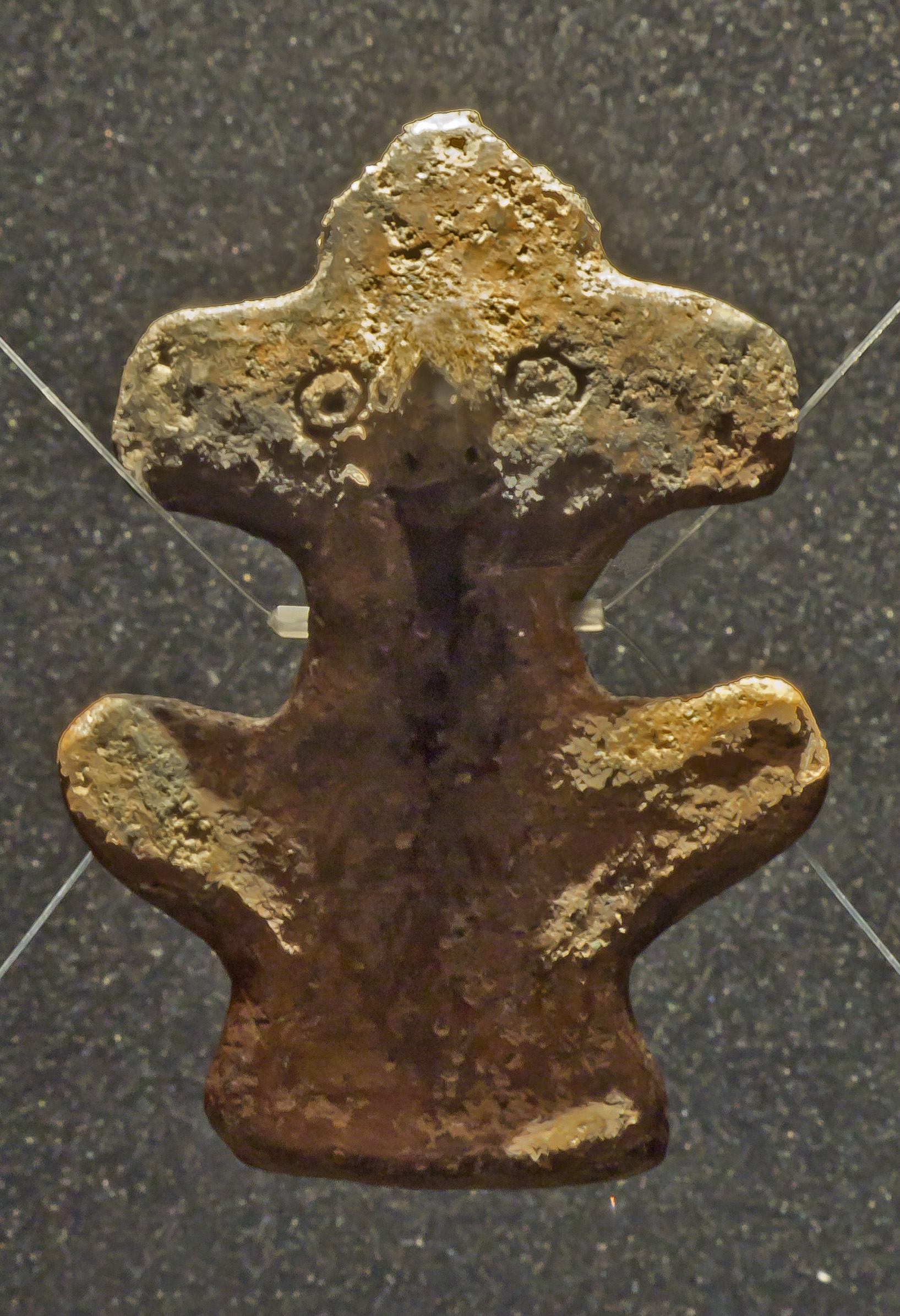
グアティマクと呼ばれる偶像。テネリフェ島のプエルト・デ・ラ・クルス考古学博物館所蔵。

グアンチェ族の宗教について詳しいことは判っていない。テネリフェ島ではAchamánと呼ばれる超越的存在が広く信仰されており、同様のものをグラン・カナリア島ではAcoran、エル・イエロ島ではEraoranhan、ラ・パルマ島ではAboraと呼んでいた。エル・イエロ島ではMoneibaという女神も尊ばれていた。言い伝えでは、男女一対の神が山に住んでおり、其処から人々の祈りを聞いているという。他の島では、太陽、月、大地、星といったものを崇拝していた。悪霊の存在も広く信じられていた。テネリフェ島では悪魔的な存在をGuayotaと呼び、これがテイデ山の火口に住んでいると信じられていたため、地獄を指してEcheyde（グアンチェ語でのテイデ山の名）と言っていた。テネリフェ島とグラン・カナリア島では、より低級の悪霊は最初にJucanchasと呼ばれる黒く毛深い野犬の姿で現れ、その後に山深い場所の洞窟に住むTibicenaが現れて、夜間に家畜や人間を襲うと考えられていた。
テネリフェ島では、Magec（太陽神）とChaxiraxi（地母神）も信仰されていた。旱魃が起こると、グアンチェ族は集団で大地を清め、子羊をわざと母羊から引き離して哀しげな鳴き声を上げさせることで、偉大な精霊に憐憫の情を起こさせようとした。この宗教儀式の間は、集落同士の戦闘から個人の諍いに至るまでのあらゆる争い事が一時休止となった。
諸島で発見された代表的な偶像としては、Taraの偶像（ラス・パルマス・デ・グラン・カナリアのカナリア博物館所蔵）やグアティマク（テネリフェ島のプエルト・デ・ラ・クルス考古学博物館所蔵）がある。他の島々からも多くの像が発見されている。
歴史学者達の間では、グアンチェ族の信仰活動は基本的に秘匿されていなかったというのが定説である。宗教行為はマツやリュウケツジュといった神聖とされる木々の下、あるいは悪神Guayotaの住処テイデ山など宗教的な意味のある山地でなされた。グアンチェ族の聖地であるテイデ山は、2007年に世界遺産にもなっている。テネリフェ島のアチィビニコ洞窟など、洞窟において儀式を行うこともあった。また20世紀頃までカナリア諸島民（特にテネリフェ島北部住民）の中にはAnimerosと呼ばれる人々がいた。これはグアンチェ族古来の信仰とキリスト教的要素が混交したもので、呪術的治療を行っていた。カナリア諸島の近隣地域における類例（マグリブ地域のマラブーなど）に基づけば、Animeroとは「神々に祝福された者」の意であると考えられる。

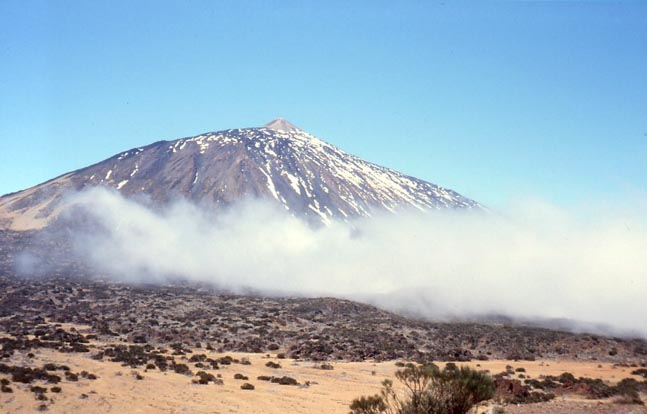
テネリフェ島のテイデ山

| 神の名      | 役割                                                         |
| ----------- | ------------------------------------------------------------ |
| Achamán     | テネリフェのグアンチェ族における主神。神々の父であり創造主。 |
| Chaxiraxi   | 太陽を生み出した母神。                                       |
| Chijoraji   | Chaxiraxi神の息子。神性をもつ。                              |
| Chijoragi   | Chaxiraxi神の息子。神性をもつ。                              |
| Magec       | 太陽と光の神であり、神性を司る。                             |
| Achuguayo   | 月の神。Magec神と対を為す存在。                              |
| Achuhucanac | 雨の神。主神(Achamán)と同一視される。                        |
| Guayota     | 悪しきものたちの長であり、Achamán神に敵するもの。            |

| 名称     | 役割                                                                         |
| -------- | ---------------------------------------------------------------------------- |
| Maxios   | 善意をもった低級神ないし精霊の類。家庭に住み着いたり、特定の場所を守護する。 |
| Tibicena | 黒い野犬の姿をした悪霊。悪神Guayotaの子。                                    |

### 聖職者的存在
グアンチェ族には祭司ないしシャーマンにあたるものがあり、神々の声を聞くことの出来る存在として聖職者階級に位置づけられていた。
| 役職名                      | 地域                            | 役割の定義                                                         |
| --------------------------- | ------------------------------- | ------------------------------------------------------------------ |
| Guañameñe(Guadameñeとも)    | テネリフェ島                    | Mencey（王）に宗教的助言をなす。信仰活動の主導者。                 |
| Faykan（Faicánとも）        | グラン・カナリア島              | 神秘的・宗教的職務を預かり、信仰活動を主導する。                   |
| Maguadas（Arimaguadasとも） | テネリフェ島 グラン・カナリア島 | 女性の聖職者。いくつかの慣習的儀式に参画する。                     |
| Kankus                      | テネリフェ島                    | Maxiosなど善意の精霊（低級神）に感謝の意を伝えることが出来る女性。 |

### 祭祀行事
Beñesmen（Beñesmerとも）はグアンチェ族の農事暦における新年の祭で、Chaxiraxi神に捧げる作物を収穫し終えた時期（8月15日）に開かれる。この行事では、グアンチェ族の人々はミルク、ゴフィオ、羊または山羊の肉を分かち合う。今日では、カンデラリアの聖母（カナリア諸島の守護聖人）のバシリカへの参詣と同時に行われている。
祝祭日の行事の中に先住民族文化の名残が見られる事例は、他にグイマル（テネリフェ島）における巡礼者の祭や、アガエテ（グラン・カナリア島）のRamaの祭などがある。

### 埋葬とミイラ作成

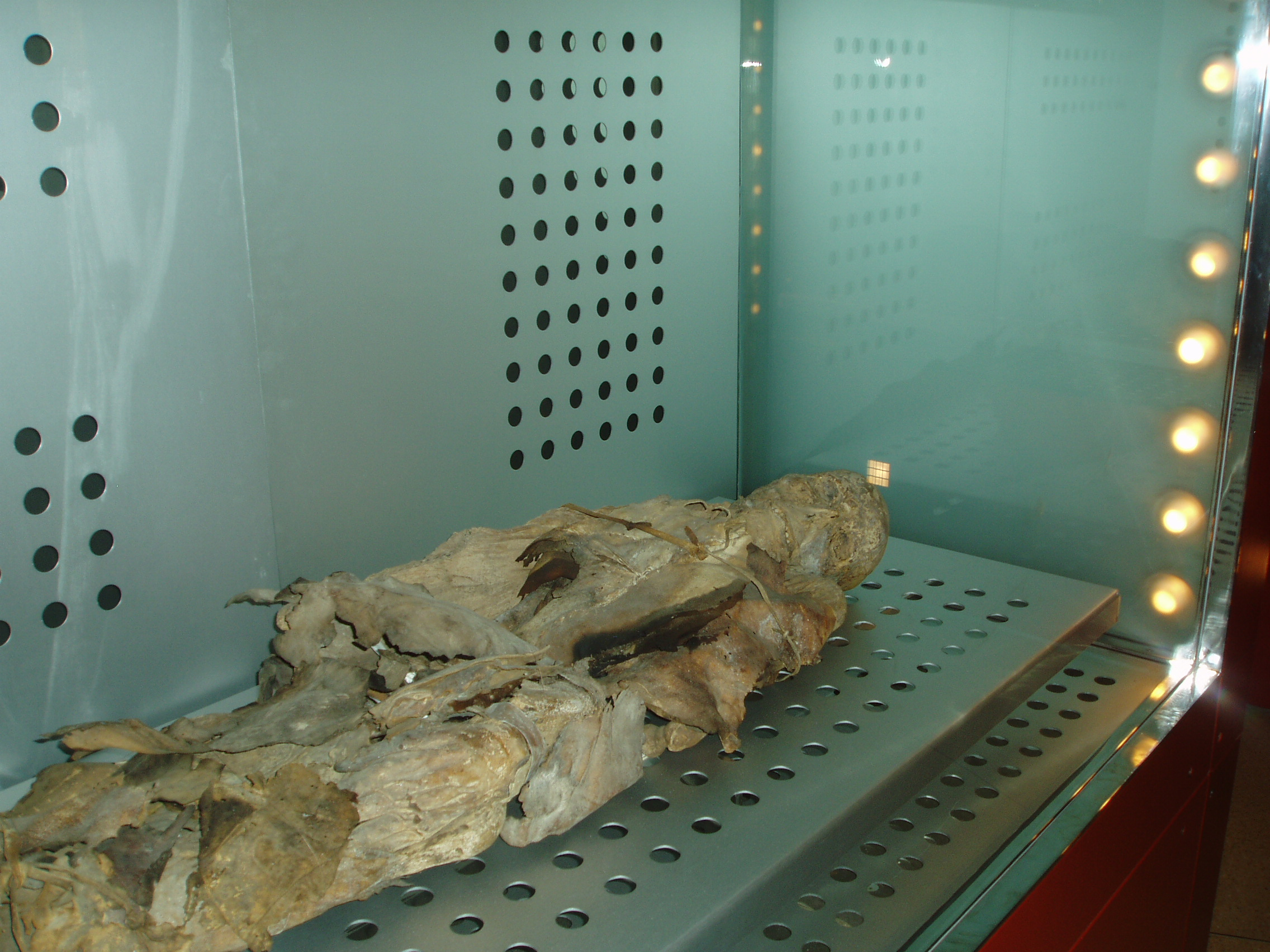
テネリフェの自然と人の博物館が所蔵するグアンチェ族のミイラ。

ミイラ作成の技術はテネリフェ島で発展した。グラン・カナリア島でも古代人のミイラが見つかっているが、研究の結果こちらは意図的にミイラ化しようとした痕跡が認められず、自然発生的にミイラ化したものと考えるのが妥当と結論づけられた。ラ・パルマ島のミイラも同様に自然発生的なものであり、ラ・ゴメラ島とエル・イエロ島ではミイラそのものの存在が立証されていない。なおランサローテ島とフエルテベントゥラ島はこれら調査の対象になっていない。
ラ・パルマ島では、死期を悟った老人は自主的に集落を離れた。家族と最後の分かれを済ませると、墓所として使用されている洞窟へ移送され、椀一杯ぶんのミルクだけがその場に残された。グアンチェ族には遺体のエンバーミング技術があり、多数のミイラが見つかっている。これらミイラはいずれも高度に乾燥されており、せいぜい6-7ポンド程度の重量しかない。サンタ・クルス・デ・テネリフェの海岸から3マイル程の場所に、直立した大岩で塞がれ侵入困難な洞窟があるが、ここにはいまだ多くの遺体が眠っていると考えられる。エンバーミングの技法は一様ではないらしく、テネリフェ島とグラン・カナリア島では山羊か羊の皮で遺体を包むだけだが、他の島では遺体保存の目的で樹脂を塗っている事例もある。これらの遺体は人の立ち入り困難な洞窟を選んで安置されるか、あるいは墳丘墓に埋葬された。エンバーミングを行うのは専従の階級に属する人々で、女性の遺体は女性が、男性の遺体は男性が作業に当たった。ただしエンバーミングは全ての死者に施されたわけではなく、大半の遺体はただ洞窟に安置されるか埋葬されている。
自然と人の博物館(サンタ・クルス・デ・テネリフェ)では、カナリア諸島で発見された本物の先住民ミイラを展示している。
1933年、テネリフェ島南部サン・ミゲル・デ・アボーナのUchovaにおいて、カナリア諸島最大規模のグアンチェ族ネクロポリスが発見された。この墓地は略奪者に荒らされきった後であったが、いまだ60-74体のミイラが眠っているものと考えられる。

### 供犠
グアンチェ族の宗教儀礼については詳しいことがほとんど判っていないが、動物供犠と人身供犠の両方がなされていたようである。
テネリフェ島のグアンチェ族は、夏至の日に家畜を殺して火中に投じ、神への供物とする習慣があった。Bethencourt Alfonsoによれば、生きたままの子山羊の足を縛って焼くのであり、そうすることで子山羊に神にも届くほどの大きな悲鳴を上げさせるのだという。類似の動物供犠は他の島にもみられる。
人身供犠の事例としては、テネリフェ島において夏至の日の出時に生きた子供をプンタ・デ・ラスカから海へ投じるというものがある。この生贄となる子供は島全体から徴発されており、プンタ・デ・ラスカからかなり離れた地域も対象であった。すなわち、テネリフェ島においては一般的な習俗であったと考えられる。テネリフェ島では王の死没時にも人身供犠が行われ、成人男性が集団で海に身投げすることが知られている。またグアンチェ族のミイラ作成師たちには、王が没した場合その一年後に海へ身投げするという仕来りがあった。
グラン・カナリア島では人間の子供の骨と子羊の骨が混ぜ合わされたものがみつかっており、テネリフェ島では子供の遺体が入ったアンフォラが発見されている。こういったことから、子供を海中に投ずる儀式にはいくつか異なる方式があったものと推測される。
子供を供犠とすること自体は他の文化圏にもみられるもので、特に地中海世界——カルタゴ（現在のチュニジア）、ウガリット（現在のシリア）、キプロス、クレタ島など——の事例が知られている。

## 統治機構

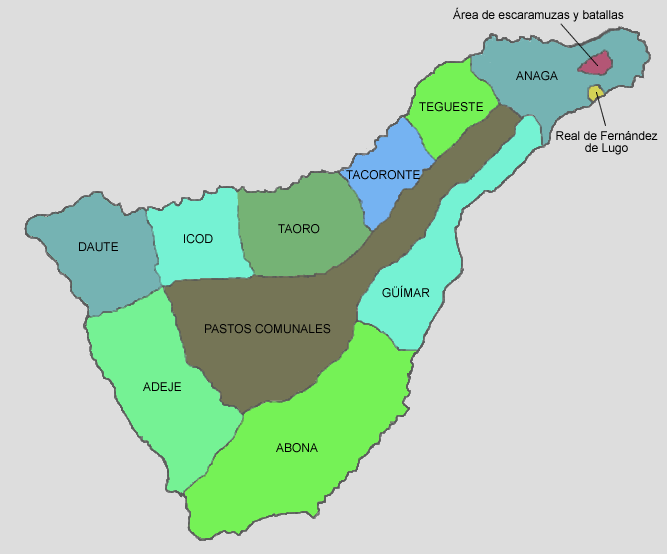
カスティーリャ侵攻以前のテネリフェ

グアンチェ族の政治・社会構造については不明な点が多い。グラン・カナリア島などでは母系優位で世襲の専制政治が行われており、その他の島では選挙により統治者を決めていた。テネリフェ島では土地は全て王のものであり、民にこれを貸し与えていることになっていた。グラン・カナリア島では自死は名誉であり、新しい王が就任するとき、臣民のうちひとりが誇りを持って断崖絶壁からの自発的な身投げを行った。一部の島では一妻多夫制がとられたが、それ以外の地域は一夫一婦制であった。武装した男性が女性を辱めた場合、死罪にされたという。犯罪行為を告発したい場合は必ずTagoror（集会広場）での会議に持ち込むことになっており、告発された者は公開裁判で討議の後に判決を言い渡された。

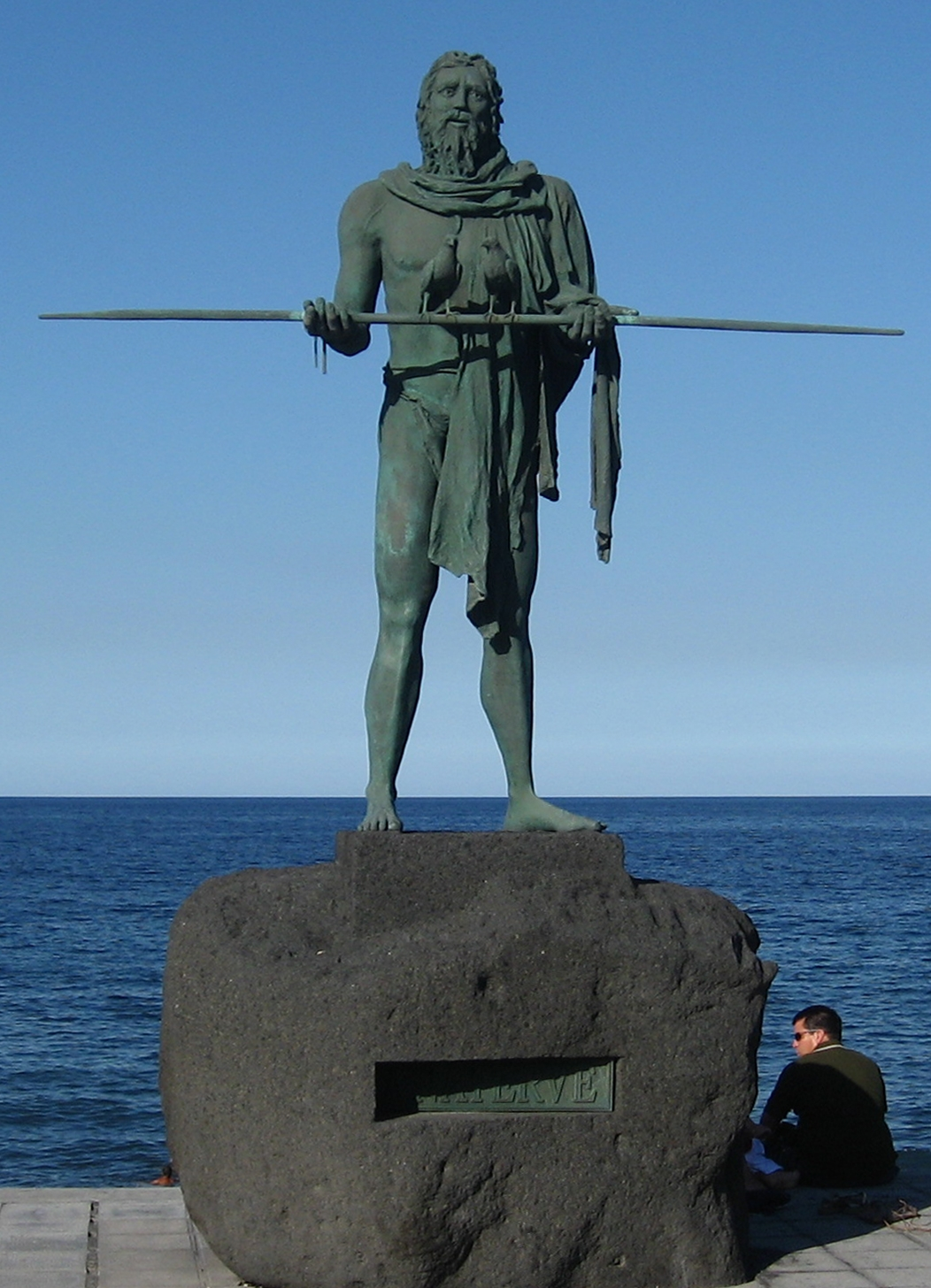
テネリフェ島カンデラリアにあるグアンチェ族のMencey（王）Añaterveの像。

テネリフェ島は9の小さな国（menceyato）に分かれており、それぞれに統治者（Mencey）が存在した。Menceyは各国の最高権力者で、定期的に他の国の統治者達と討議を行っていた。カスティーリャ勢力がカナリア諸島へ進攻した際、島南部の諸国は比較的豊かな島北部の土地を与えられるとの条件で、カスティーリャ側についた。しかしカスティーリャ勢力はアグエーレの戦いと第二次アセンテホの戦いによって優位を確定的なものとすると、この約定を破棄した。

### テネリフェの諸王（Menceys）
- Tacoronte（英語版）（現在のタコロンテ（英語版）付近）の王Acaimo（英語版）（Acaymoとも）
- Abona（英語版）（現在のサン・ミゲル・デ・アボーナ（英語版）付近）の王Adjona（英語版）
- Güímar（英語版）（現在のグイマル付近）の王Añaterve（英語版）
- Taoro（英語版）（現在のオロタバ渓谷（英語版）付近）の王Bencomo（英語版）
- Anaga（英語版）（現在のサンタ・クルス・デ・テネリフェ付近）の王Beneharo（英語版）
- Adeje（英語版）（現在のアデージェ（英語版）付近）の王Pelicar（英語版）
- Icode（英語版）（現在のエル・タンケ（英語版）付近）の王Pelinor（英語版）
- Daute（英語版）（現在のロス・シロス（英語版）付近）の王Romen（英語版）
- Tegueste（英語版）（現在のサン・クリストバル・デ・ラ・ラグーナ付近）の王Tegueste（英語版）

テネリフェ島でははじめ大MenceyであるTinerfeとその父Suntaが島全域を統治していたが、Tinerfeの子の代で9国に分裂したという。

## 服飾と武器
グアンチェ族の衣服については、ヤギ皮革製のものや、Tamarcosと呼ばれる植物の繊維を織った生地からなるものがテネリフェ島の墓地で発見されている。木材・骨材・貝殻などで作られた装身具や首飾りもあり、様々なデザインがみられる。土器製ビーズは円筒状はじめ多様な形状のものが広く用いられており、いずれも表面は滑らかに磨き上げられ、多くは黒か赤色である。Dr. René Verneauはカスティーリャ人たちがpintaderasと呼んでいたものと推定される土器製の海獣型の道具を発見しており、これは様々な色のボディペインティングを行うための塗料入れであったと考えられる。この道具は粗略な作りの陶器で、多くは全く装飾がないか、爪で筋目を付けた程度の模様があるに留まっている。
グアンチェ族の武器ははじめ島内で入手出来る自然素材（木材、骨材、黒曜石、一次資材としての石材など）に留まっていたが、地中海世界との交流が行われるにつれヨーロッパの武器も流入した。基本的な武器には長さ1-2ｍ程度のジャベリン（テネリフェではBanotと呼んだ）、球状に磨いた石、槍、棍棒（これはグラン・カナリア島とテネリフェ島に多く、Magadoまたは古王の名を取りSuntaと呼んだ）、楯類（テネリフェ島では小型のもの、グラン・カナリア島では人の背丈程のものが多く、Tarjaと呼ばれた。材はリュウケツジュが用いられ、幾何学模様が描かれていた）があった。ヨーロッパ人が到来するようになると、グラン・カナリア島のグアンチェ族のうち位の高い者はMagidoと呼ばれる大型の木剣（ヨーロッパの両手剣よりも大型）を装備していることが知られるようになった。この木剣は白兵戦や騎馬隊相手の戦闘で威力を発揮したという。木製武器は火を用いて堅く加工されていた。またこれらに併せて、Tabonaと呼ばれる黒曜石のナイフも用いられた。

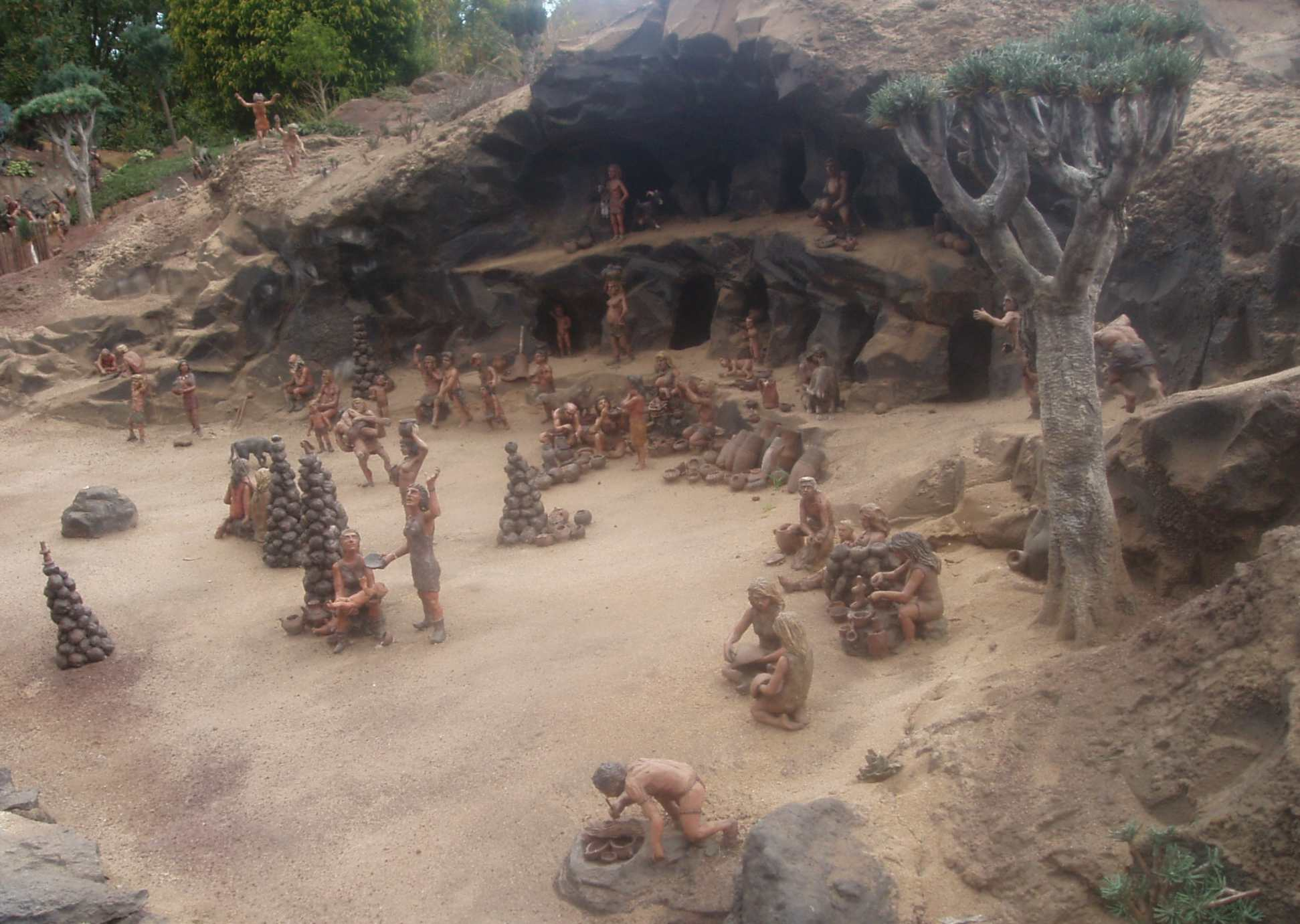
テネリフェのグアンチェ族集落を復元したもの

住居には山地の天然ないし人工の洞窟が用いられた。居住に適した洞窟がない場合には、円形の小屋を建て——カスティーリャ人の記述によれば——簡素ではあるが要塞化も行っていたという。

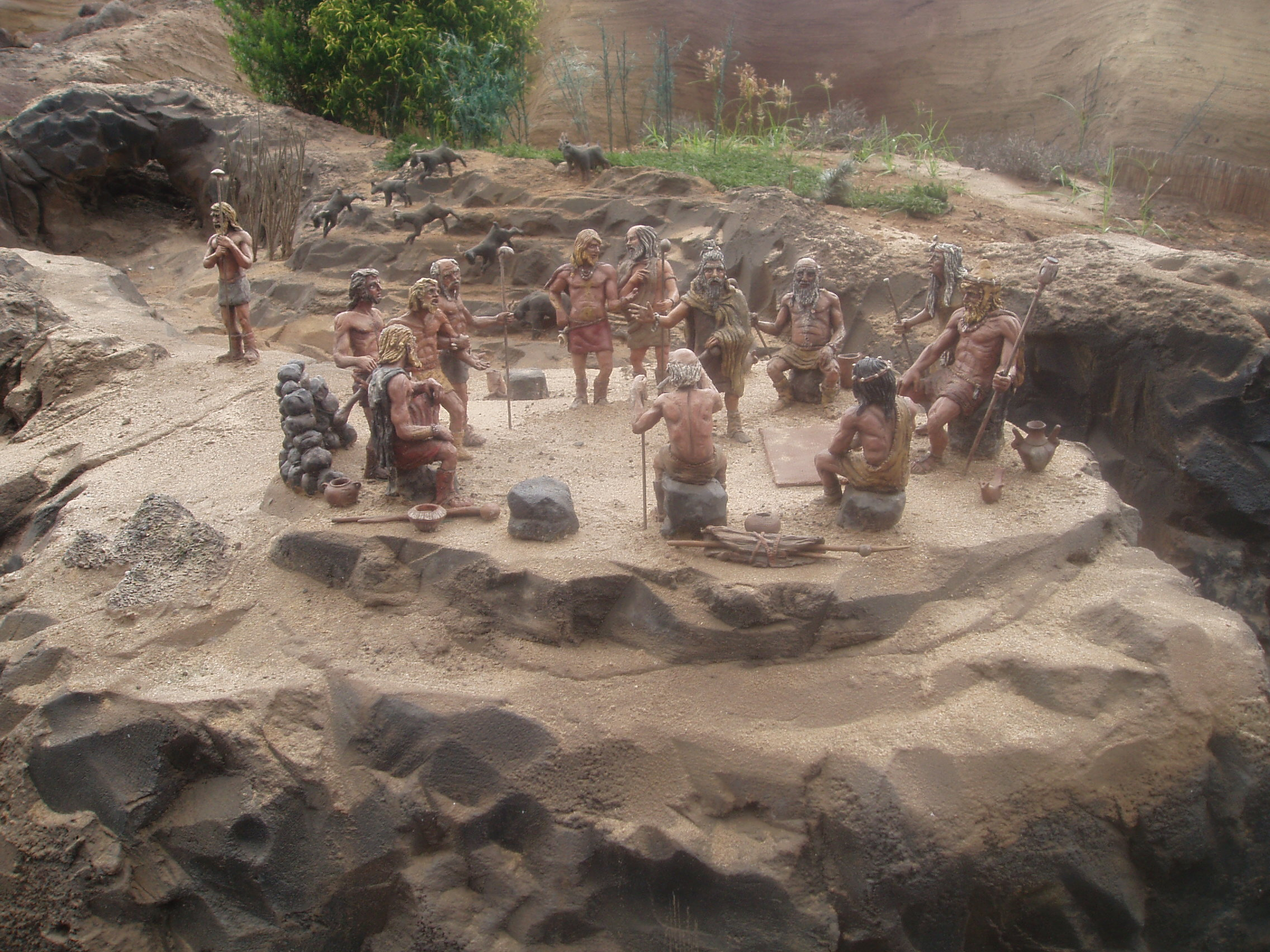
テネリフェのグアンチェ族

| スペイン語    | グアンチェ語 |
| ------------- | ------------ |
| Tenerife      | Achinech     |
| Tenerife      | Achineche    |
| Tenerife      | Asensen      |
| La Gomera     | Gomera       |
| La Gomera     | Gomahara.    |
| La Palma      | Benahoare    |
| El Hierro     | Eseró        |
| El Hierro     | Heró         |
| Gran Canaria  | Tamaran      |
| Lanzarote     | Titerogakaet |
| Lanzarote     | Titeroigatra |
| Fuerteventura | Maxorata     |
| Fuerteventura | Erbania      |
| Fuerteventura | Erbani       |

## 遺伝学的分析

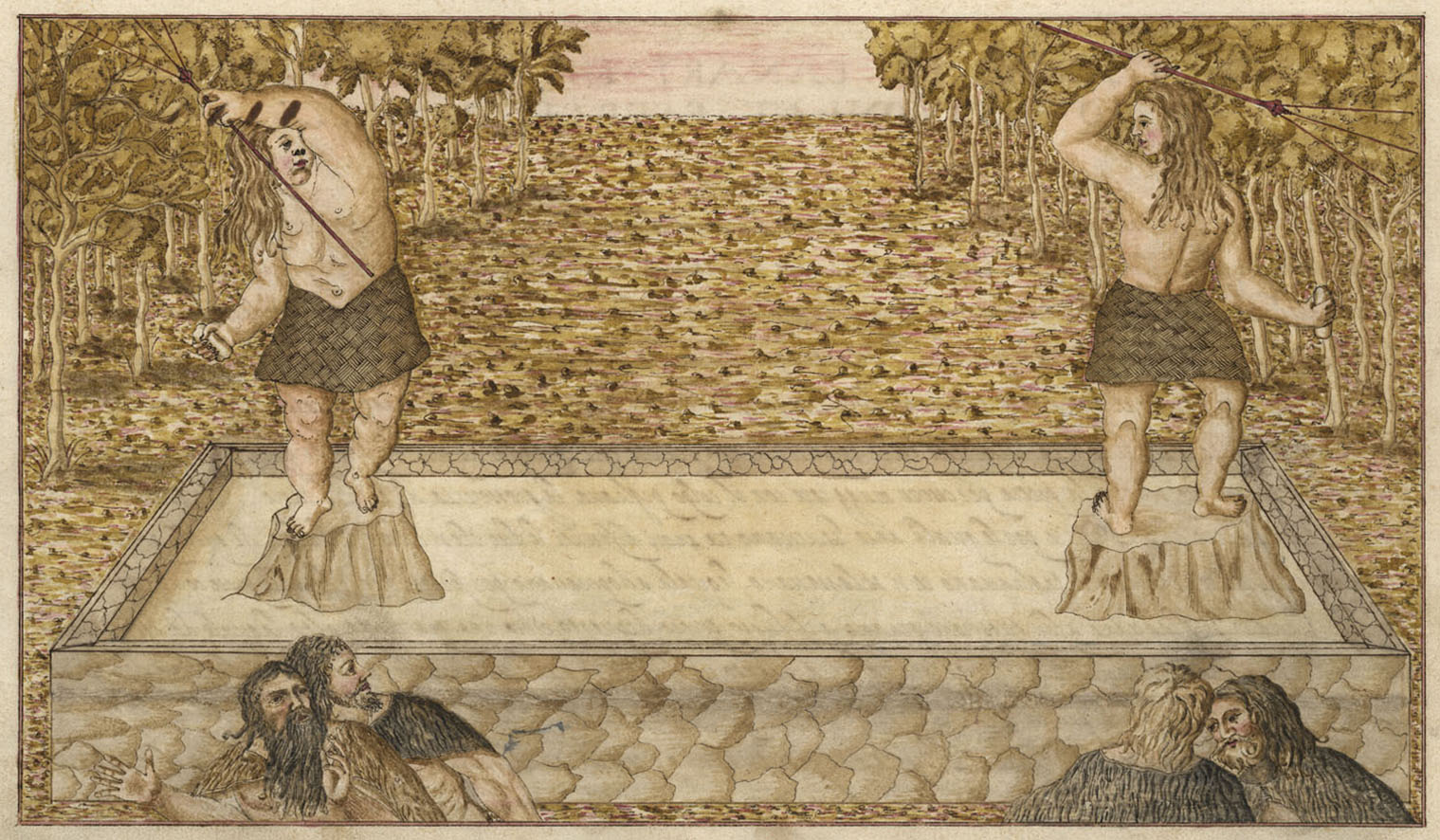
グラン・カナリア島のグアンチェ族戦士を描いた絵画。レオナルド・トッリアーニによる1592年の作品。

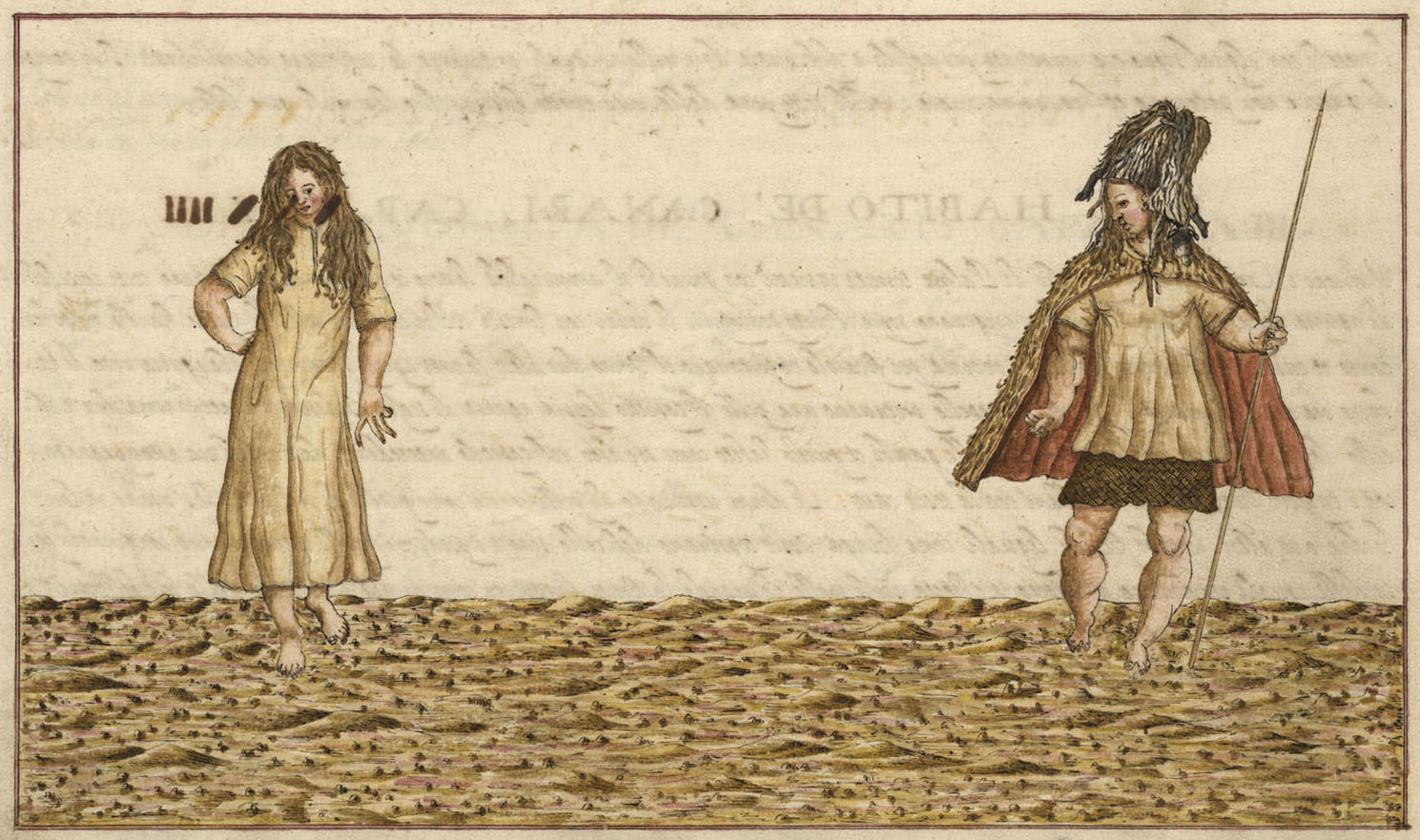
グラン・カナリア島のグアンチェ族を描いた絵画。レオナルド・トッリアーニによる1592年の作品。

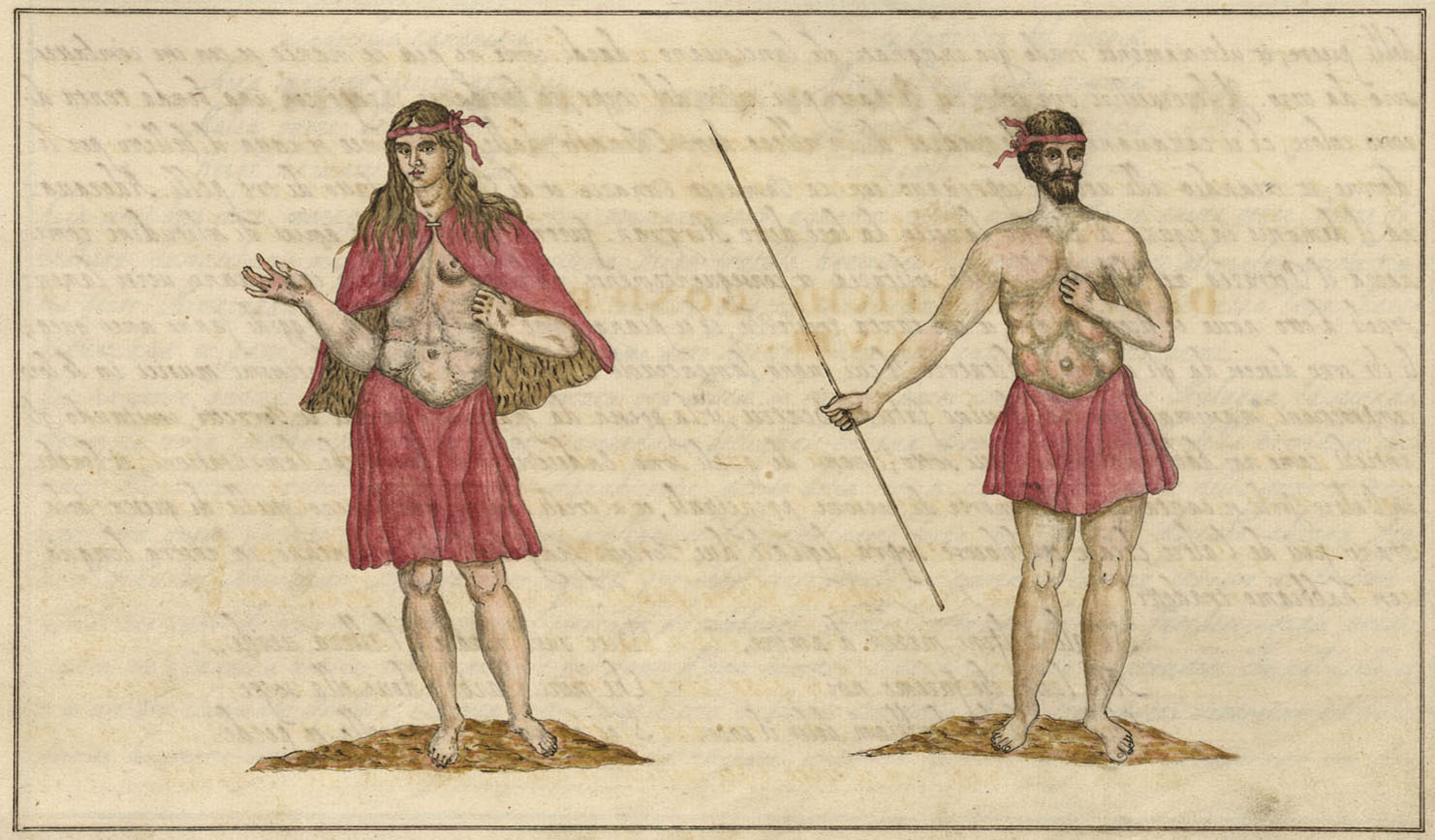
ラ・ゴメラ島のグアンチェ族（Gomeros）の絵。レオナルド・トッリアーニによる1592年の作品。

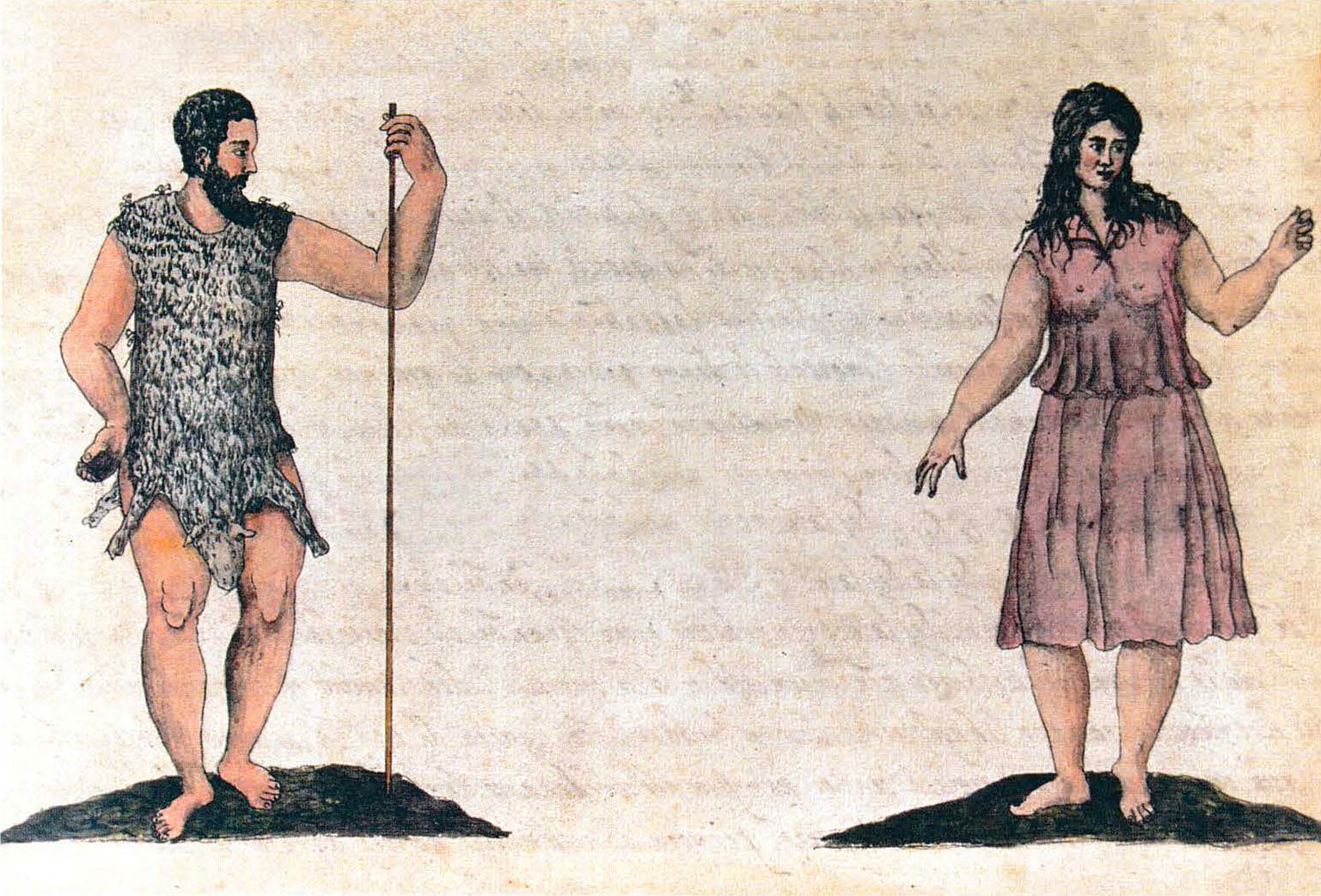
エル・イエロ島のBimbacheを描いた絵画。レオナルド・トッリアーニによる1592年の作品。

「Bimbache」および「Kelif el Boroud」も参照
Maca-Meyer et al. 2003の研究では、カナリア諸島ほぼ全域のグアンチェ族の遺骸（紀元後1000年前後のもの）より71例のミトコンドリアDNAサンプルを抽出した。その結果、グアンチェ族の遺伝子構成は現代モロッコのベルベル人、カナリア人、スペイン人と近しいことが判明した。彼らの大多数は母系ハプログループU6b1に属していた。U6b1は今日の北アフリカではほとんどみられない系統で、比較的新しい時代にベルベル人の遺伝子プールで発生したものと推定される。研究者の間では、グアンチェ族はベルベル人と関連する北アフリカからの移住集団であり、現代カナリア人の母系遺伝子プールにおいて、グアンチェ族の遺伝子が占める割合は42%-73%程度であると考えられている。
Fregel et al. 2009aの研究では、諸島のグアンチェ族から30例のY染色体DNAを抽出している。分析の結果、父系のハプログループとその割合はE1a*（3.33%）、E1b1b（23.33%）、E1b1b1b*（26.67%）、I*（6.67%）、J1*（16.67%）、K*、P*（3.33%）、R1b1b2（10.00%）であった。E1a*・E1b1b1a* ・E1b1b1b*はベルベル人に多くみられる系統であり、これらが多いという事実はグアンチェ族が北アフリカからの移住者であるという説を補強する証拠となる。次いで、ヨーロッパで非常に広汎にみられる系統であるR1b1b2とI*が多い。ここから、先史時代この地域に地中海の向こうよりヨーロッパ人の血統が入ってきていたものと推測される。また、現代カナリア人の父系遺伝子プールにおけるグアンチェ族の遺伝子比率は、母系のそれに比べてあまり高くないことが判った。グアンチェ族のハプログループ比率はラテンアメリカのそれと非常に似通っており、グアンチェ族の子孫たちがスペイン領アメリカにおいて活発に行動していたことが窺える。
Fregel et al. 2009bの研究ではラ・パルマ島のグアンチェ族（Benahoaritas）から30例のミトコンドリアDNAを採取した。そのうち93%がユーラシア西部起源のハプログループに属し、残りの7%はサブサハラアフリカ起源のグループに属していた。ユーラシア西部起源のもののうち15%程度がヨーロッパと近東起源、残りは北アフリカ起源で、Benahoaritasの人々はこの地域の人間の子孫と考えられる。Benahoaritasの母系ハプログループはU6b1とH1-16260が非常に多かった。U6b1は北アフリカにはみられない系統であり、H1-16260も「極めてまれ」である。この結果から、Benahoaritasおよび他のグアンチェ族子孫の中の北アフリカ系住民は、比較的後年に大規模な移住を行った集団であると推測される。
Pereira et al. 2010の研究では、母系ハプログループU6の起源について、グアンチェ族の特徴をもつとした。ハプログループU6は後期旧石器時代にクロマニョン人ないしその近縁の人類によって近東より北アフリカへ持ち込まれたと考えられ、この集団がイベロマウルシア文化を築いたものと推測される。また母系ハプログループH1もグアンチェ族に多くみられるが、これは完新世にイベリアからの移住者によって北アフリカへ持ち込まれたと推定され、彼らがカプサ文化の基礎を築いたのである。近年の研究ではSecher et al. 2014が、ハプログループU6はオーリニャック文化に属する人々によって後期旧石器時代に中央ヨーロッパからレヴァントへと持ち込まれ、この集団がレヴァント・オーリニャック文化を形成した（紀元前33000年頃）と推定し、彼らの子孫がアフリカ各地へ移住していく中でU6系統の遺伝子が拡散されていったとしている。ハプログループU6b1aがカナリア諸島に持ち込まれたのはグアンチェ族の移住の最初期であると考えられ、U6c1系統はその後に第二波として移入されたと推測される。
Fregel et al. 2015の研究では、ラ・ゴメラ島のグアンチェ族（Gomeros）のミトコンドリアDNAを調査した結果、65%が母系ハプログループU6b1aに属していた。すなわち、Gomerosの人々は最初期にカナリア諸島へ移住した集団の子孫であると考えられる。母系ハプログループT2c1とU6c1は、他の島への第2波的な移住にあわせて持ち込まれたものと推定される。現代ラ・ゴメラ島の住人のうち44%がU6b1a系統である。すなわち、ラ・ゴメラ島の住人たちは、現代カナリア人の中でもグアンチェ族の血をもっとも濃く受け継いでいると言える。
Ordóñez et al. 2017の研究では、エル・イエロ島のプンタ・アズールで多数出土した当地のグアンチェ族(Bimbache)の遺骸（紀元後1015-1200年頃のもの）を調査している。16例のY染色体DNAを抽出した結果、父系ハプログループE1aが1例、E1b1b1a1が7例、R1b1a2が7例であった。ミトコンドリアDNAはすべてハプログループH1-1626であった。すなわち、Bimbacheの人々はグアンチェ族移住の初期にやってきた集団の子孫であり、父系・母系いずれの遺伝子からも、移住第二波で入ってきた集団との繋がりが見受けられなかった。
Rodríguez-Varela et al. 2017の研究では、グラン・カナリア島とテネリフェ島のグアンチェ族遺骸11体から常染色体DNAを抽出している。またY染色体DNA3例を抽出したところいずれも父系ハプログループE1b1b1b1a1（E-M183）であったが、11体のサンプルのミトコンドリアDNAは母系ハプログループH1cf、H2a、L3b1a（3例）、T2c12、U6b1a（3例）、J1c3、U6bとなっていた。この結果から、調査対象となったグアンチェ族の遺骸は遺伝子的には紀元後7-11世紀ごろの人々と考えられ、現代北アフリカ人とよく似た遺伝子構成を持っていることが判明した。グアンチェ族が北アフリカより移住してきたベルベル人に近い集団の子孫である、という説を傍証するものである。また現代人との比較では、グアンチェ族はサルデーニャ人とも遺伝子的に近似がみられた。サンプルのうち数例は、現代北アフリカ人よりも現代サルデーニャ人に近い遺伝子構成であった。こういった人々は、新石器時代ないしそれ以後にイベリアから北アフリカへと拡散していった最初期の農耕ヨーロッパ人(EEF)を祖先にもつと考えられる。また1例はヨーロッパの狩猟採集民を祖先に持つとの結果が得られ、先史時代にもヨーロッパ人の流入があったことをうかがわせる。現代カナリア人の常染色体DNAにグアンチェ族の遺伝子が占める割合は、16%-31%ほどと推定された。
Fregel et al. 2018の研究では、モロッコ所在の新石器時代後期（紀元前3780-3650年頃）の遺跡であるKelif el Boroudを調査した。Kelif el Boroudに居住していた人々は、モロッコのイフリ・ナンマル遺跡（紀元前5325-4786年頃）やスペインのエル・トロ洞窟（紀元前5280-4750年頃）で発見された人々の子孫だと考えられる。Kelif el Boroudの住人は50%がEEFを祖先に持っており、このEEF集団は新石器時代にカルディウム土器文化をイベリアから北アフリカへ持ち込んだものと考えられる。Kelif el Boroudの人々より後の時代になると、この地域にはビーカー民という別のヨーロッパ人集団がイベリアより流入している。グアンチェ族はビーカー民よりもKelif el Boroudの住人たちに近い遺伝子構成を持っていた。
Fregel et al. 2019の研究では、カナリア諸島全域から採集した48例のグアンチェ族ミトコンドリアDNAを検査している。その結果、彼らの母系遺伝子系統は北アフリカ・ヨーロッパ・近東の特徴を持つが、環地中海地域に由来するユーラシアの系統が最も多いことが判明した。これらユーラシア系のハプログループは、銅器時代・青銅器時代にヨーロッパからの移住というかたちで持ち込まれたと考えられる。グラン・カナリア島、テネリフェ島、ラ・パルマ島では遺伝子的な多様性がみられる一方、ランサローテ島やフエルテベントゥラ島など他の島では特定の系統に偏っており、特にラ・ゴメラ島とエル・イエロ島にその傾向が強かった。グアンチェ族の中でも西部諸島民と東部諸島民とで明らかに遺伝子上の差異がみられるという事実は、グアンチェ族の移住活動が大きく二期に分けられるという仮説を補助するものである。なおサンプルのうち40%が母系ハプログループHに属していた。

## 関連する博物館

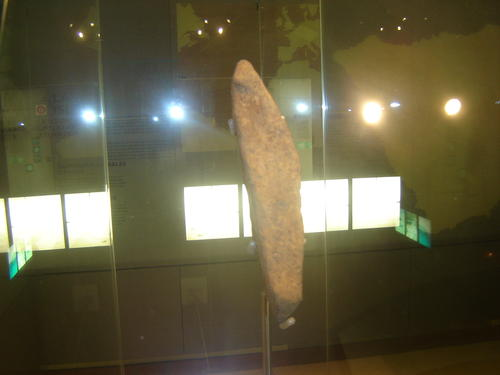
ザナタ石

カナリア諸島所在の博物館の多くが、植民地化以前のカナリア諸島住民に係る考古遺物を所蔵している。主要なものとして以下の館がある。
- 自然と人の博物館（英語版）(サンタ・クルス・デ・テネリフェ)
- カナリア諸島博物館（英語版）(ラス・パルマス・デ・グラン・カナリア)
- テネリフェ歴史考古学博物館（英語版）(サン・クリストバル・デ・ラ・ラグーナのCasa Lercaro)
- プエルト・デ・ラ・クルス考古学博物館（英語版）(プエルト・デ・ラ・クルス（英語版）)

## 宗教復興活動
2001年、カナリア諸島におけるネオペイガニズム運動として、数百人の賛同者によるグアンチェ人教会（Iglesia del Pueblo Guanche）がサン・クリストバル・デ・ラ・ラグーナ（テネリフェ島）を拠点に設立された。

## グアンチェ族の人物
- Dácil（英語版） - 王Bencomo（英語版）の娘。カナリア諸島のポカホンタスと呼ばれ、父と共にスペイン王に謁見し、最初のスペイン人入植者と結婚した女性。
- Tinguaro（英語版） - カスティーリャ軍と交戦した戦士。
- Tanausu（英語版） - ラ・パルマ島制圧時に最後まで抗戦した王。
- Maninidra（英語版）とフェルナンド・グァナルテーム（英語版） - カスティーリャ軍側について戦った兄弟。

## 関連リンク
- Canary Islands - Los Guanches at Rare Plants
- Museums of Tenerife.
- Archaeology of the Guanches and the Galdar Painted cave